# Großloge von Hannover
Die Großloge des Königreichs Hannover war eine anerkannte Freimaurer-Großloge im Königreich Hannover. Sie wurde 1828 in Hannover gegründet und ging 1866 in der preußischen Großloge Royal York zur Freundschaft auf, nachdem Hannover von Preußen annektiert worden war und nun auch dort die Kabinettsorder Friedrichs des Großen wirksam wurde, nach der alle Freimaurer des Landes in einer der drei altpreußischen Großlogen sein müssten.

## Geschichte
Die Geschichte der Großloge von Hannover ist eng verbunden mit der Geschichte der Freimaurerei in Deutschland. Bereits 1746 wurde die erste Loge in Hannover gegründet. 1756 errichtete die Großloge in London eine Große Provinzialloge von Hannover. Der Übertritt einiger Logen zur Strikten Observanz und anderen fragwürdigen Ritualsystemen führte 1776 zur Einstellung aller freimaurerischer Arbeit in Hannover.
Erst 1786 wurden wieder Logen eröffnet, wieder als englische Provinzialloge unter dem Vorsitz von Herzog Karl Ludwig Friedrich von Mecklenburg-Strelitz.
Andere deutsche Großlogen errichteten ebenfalls Logen in Hannover. Als die Stadt 1810 an das neu errichtete Königreich Westphalen fiel, in dem Jérôme Bonaparte als König von Westphalen herrschte, arbeiteten einige Logen unter dem unbedeutend gebliebenen deutschen Grand Orient de Westphalie in Kassel, um sich nicht dem irregulären Grand Orient de France anschließen zu müssen. Nachdem Hannover selbst 1814 zum Königreich erhoben wurde, kamen auch unter den Freimaurerlogen Unabhängigkeitsbestrebungen auf. So wurde am 1. November 1828 die Große Loge des Königreichs Hannover gegründet. Erster Großmeister wurde der spätere König Prinz Ernst August, Herzog von Cumberland. Die Tochterlogen arbeiteten seit 1801 nach dem Schröderschen System. 1856 wandelte sich die Großloge auf Wunsch König Georg V., der ein Jahr später auch Großmeister wurde. Nach dem Deutschen Krieg 1866 wurde Hannover preußisch. Die Freimaurer baten König Wilhelm von Preußen, als Großloge weiter bestehen zu dürfen, aber sie erhielten keine Erlaubnis, da eine vierte preußische Großloge nicht gewünscht wurde. Die Großloge löste sich 1868 selbst auf, die meisten ihrer Logen wurden Mitglied der Großloge Royal York zur Freundschaft.

## Bekannte Mitglieder
- Ernst August I., König von Hannover, * 1771, † 1851
- Georg V., König von Hannover, * 1819, † 1878